# Marinefliegergeschwader 4
Das Marinefliegergeschwader 4 (MFG 4) war ein geplantes Hubschrauber-Ubootjagdgeschwader der Bundesmarine mit dem Standort Kiel-Holtenau. Es bestand zwischen 1963 und 1969, wuchs aber nicht über die Größe einer Staffel hinaus und übernahm U-Jagd-, Minensuch- und -räumaufgaben.

## Geschichte
Das MFG 4 wurde am 1. September 1963 aufgestellt. Administrativ, technisch und wirtschaftlich war das MFG 4 dem Marinefliegergeschwader 5 (MFG 5) angegliedert. Mit der einzigen aufgestellten 1. Staffel wurden erste taktische Verfahren im Zusammenspiel mit schwimmenden Einheiten erprobt. Die Staffel sollte als Grundstock für ein Marinehubschraubergeschwader dienen, bestand aber als einzige Einheit des Geschwaders (1./MFG 4).
Zum Einsatz kamen Hubschrauber des Typs SH-34J und SU-34D, die insgesamt knapp 4300 Flugstunden im Einsatz waren. 
Die 1. Staffel des MFG 4 wurde am 1. Juli 1969 als 2. Staffel dem MFG 5 zugewiesen. 

## Staffelkapitän
- Korvettenkapitän Hans-Werner Noack: September 1963 bis Juli 1965
- Korvettenkapitän Hans-Leopold Ochernal: Juli 1965 bis September 1968
- Kapitänleutnant Hans Spring: Oktober 1968 bis Juni 1969